# Stadacona
Stadacona foi uma vila do século XVI perto da atual Quebec. 
O navegador Jacques Cartier chegou a este lugar em 7 de setembro de 1535. 
Samuel de Champlain depois escolheu este lugar para criar a colônia l'Habitation, que iniciou a colonização de Quebec.